# 9М14 Маљутка
9М14 Маљутка је противоклопна вођена ракета, развијена у Совјетском Савезу, присутна у наоружању земаља бившег Варшавског пакта.

## Развој и производња
По лиценци набављеној у бившем СССР-у од 1973. године у фабрици „Крушик” у Ваљеву производи се противоклопна ракета маљутка у две основне варијанте — 9М14М са ручним вођењем и 9М14П1 са полуаутоматским вођењем.
Ракета маљутка може да се лансира и води са преносног противоклопног лансирног комплета (ПОЛК) 9К11 у који улази пулт за вођење 9С415М, перископски дурбин 9Ш16, лансер 9П111 и ракета која може да се постави на удаљености до 15 метара од пулта.
Механизована пешадија има по два лансера ракета маљутка на борбеним возилима пешадије М80А. Борбена возила породице БОВ искоришћена су као платформа за противоклопни лансер (ПОЛ) М83 (БОВ-1) који има турелу са шест ракета 9М14П1
Маљуткама се гађа и из ваздуха са хеликоптера гама (борбена варијанта газеле) наоружана са по четири ракете постављене на бочним носачима.
У фабрици „Крушик” усвојене су усавршене варијанте маљутке са тандем кумулативном бојном главом пробојности преко 800 mm + EPA — и аеросолном бојном главом.

## Карактеристике
- Послуга: 3
- Борбена маса: 12
- Погонска група: дизел-мотор Deutz F6L413F снаге 110
- Лансирни уређај: 6 усмеривача за ракете 9М14П1
- Максимална брзина: 432
- Калибар:125
- Маса ПОЛК-а: 30,5
- Маса ракете:10,9
- Максимална даљина гађања: 3.000
- Минимална ефикасна даљина гађања: 500
- Пробојност хомогене панцирне плоче:
  - ракета 9М14М — 400 mm
  - ракета 9М14П1 — 460
- Средња брзина лета ракете: 120
- Време лета до максималног домета: 25
- Помоћно наоружање:
  - митраљез 7,62 mm ПКТ са 1.500 метака
  - 2 ручна ракетна бацача 64 mm М80
  - 4 димне кутије

## Корисници
- Авганистан
- Албанија
- Алжир
- Ангола
- Јерменија
- Босна и Херцеговина
- Бугарска
- Хрватска
- Куба
- Кипар
- Египат
- Етиопија
- Мађарска
- Иран
- Ирак
- Индија
- Северна Кореја
- Либан
- Мозамбик
- Перу
- Пољска
- Румунија
- Србија
- Словенија
- Сирија
- Уганда
- Вијетнам
- Замбија